# Semialgebra
Eine Semialgebra, auch (Mengen-)Halbalgebra ist ein Mengensystem, das in der Maßtheorie, einem Teilgebiet der Mathematik verwendet wird, um gewisse Mengenfunktionen zu definieren, die Volumenbegriffe verallgemeinern. Semialgebren sind eng verwandt mit Semiringen (in Sinne der Maßtheorie), dementsprechend spricht man analog zu diesen von einer Semialgebra im engeren Sinne (i. e. S.) und einer Semialgebra im weiteren Sinne (i.w.S).

## Definition
Gegeben sei eine (nichtleere) Menge {\displaystyle \Omega }. Ein nichtleeres Mengensystem {\displaystyle {\mathcal {S}}\subset {\mathcal {P}}(\Omega )} heißt eine Semialgebra (im weiteren Sinn), wenn gilt:
1. Sind {\displaystyle A,B\in {\mathcal {S}}}, so liegt auch {\displaystyle A\cap B} in {\displaystyle {\mathcal {S}}} (Durchschnittsstabilität).
2. Die Grundmenge ist im Mengensystem enthalten, es gilt also {\displaystyle \Omega \in {\mathcal {S}}}.
3. Für alle {\displaystyle A,B\in {\mathcal {S}}} gibt es paarweise disjunkte {\displaystyle C_{1},\dots ,C_{n}} in {\displaystyle {\mathcal {S}}}, so dass

{\displaystyle B\setminus A=\bigcup _{i=1}^{n}C_{i}}
ist.
Fordert man anstelle von 3., dass für alle {\displaystyle A,B\in {\mathcal {S}}} mit {\displaystyle A\subset B} gilt, dass paarweise disjunkte {\displaystyle C_{1},\dots ,C_{n}}in {\displaystyle {\mathcal {S}}} existieren, so dass
{\displaystyle B\setminus A=\bigcup _{i=1}^{n}C_{i}}
gilt und zusätzlich
{\displaystyle A\cup \bigcup _{i=1}^{k}C_{i}\in {\mathcal {S}}}
ist für alle {\displaystyle k\in \{1,\dots ,n\}}, so spricht man von einer Semialgebra (im engeren Sinn).

## Bemerkung
- Wesentlich kompakter lässt sich eine Semialgebra (i.e.S/i.w.S) definieren als ein Semiring (i.e.S/i.w.S), der die Grundmenge enthält.
- Der Unterschied zwischen der Definition im weiteren Sinne und der im engeren Sinne ist der folgende: Im weiteren Sinne wird nur gefordert, dass sich die Differenz zwischen zwei Mengen des Mengensystems mit disjunkten Mengen des Mengensystems „auffüllen“ lässt. Im engeren Sinne wird zusätzlich gefordert, dass man sich von der kleineren Menge mittels dieser Mengen „nach oben hangeln“ kann, ohne das Mengensystem zu verlassen.

## Beispiel
Betrachtet man die Menge aller links offenen Intervalle, die in {\displaystyle (0,1]} liegen, also
{\displaystyle {\mathcal {S}}=\{(a,b]\,|\,0<a<b\leq 1\}},
so ist dies eine Semialgebra im weiteren Sinne. Für {\displaystyle a=0,b=1} erhält man die Grundmenge {\displaystyle (0,1]}, ebenso sind wieder alle Schnitte in dem vorgegebenen Intervall enthalten und links offen. Ist nun {\displaystyle A=(a_{1},a_{2}],B=(b_{1},b_{2}]} und {\displaystyle A\subset B}, so ist {\displaystyle B\setminus A=(b_{1},a_{1}]\cup (a_{2},b_{2}]} (wobei durchaus die Mengen leer sein können wegen {\displaystyle (c,c]:=\emptyset }). Demnach ist auch die dritte Forderung erfüllt.

## Verwendung
Semialgebren werden verwendet, um Wahrscheinlichkeitsmaße zu definieren. Man nennt dann eine positive σ-additive Mengenfunktion {\displaystyle \mu } auf einer Semialgebra schon ein Wahrscheinlichkeitsmaß, wenn {\displaystyle \mu (\Omega )=1} ist. Gewöhnlicherweise werden Maße aber auf σ-Algebren definiert. Die hier genutzte Vorgehensweise lässt sich wie folgt begründen: Die Mengenfunktion {\displaystyle \mu } ist ein Prämaß auf einem Semiring (da jede Semialgebra ein Semiring ist) und lässt sich demnach auf den von dem Semiring erzeugten Ring fortsetzen. Dieser Ring ist hier aber bereits eine Algebra, da die Grundmenge im Mengensystem enthalten ist. Mit dem Maßerweiterungssatz von Carathéodory kann das Prämaß von dieser Algebra zu einem Maß auf einer σ-Algebra fortgesetzt werden. Da aber {\displaystyle \mu (\Omega )=1} gilt, ist das Prämaß endlich, also insbesondere σ-endlich und damit die Fortsetzung eindeutig. Somit lässt sich jede Mengenfunktion, welche die obigen Bedingungen erfüllt, stillschweigend mit diesem Verfahren eindeutig zu einem Maß fortsetzen.

## Beziehung zu weiteren Mengensystemen
- Jede σ-Algebra und jede Algebra ist eine Semialgebra im engeren Sinn und damit auch im weiteren Sinn.
- Per Definition ist jeder Halbring (im engeren Sinn/im weiteren Sinn) genau dann eine Semialgebra (im engeren Sinn/im weiteren Sinn), wenn er die Obermenge enthält {\displaystyle \Omega } enthält. Beispiel für einen Halbring, der keine Semialgebra ist wäre somit der Halbring

{\displaystyle {\mathcal {H}}=\{\emptyset ,\{1\},\{2\},\{3\},\{1,2,3\}\}}
auf der Grundmenge {\displaystyle \Omega =\{0,1,2,3,4\}}.